# The Sinister Supremacy
The Sinister Supremacy è il sesto album del gruppo metal svedese Darkane.
Il 30 luglio 2012, è stato annunciato che i Darkane erano di nuovo in studio per registrare il loro sesto album in studio, che hanno in programma di pubblicare il 28 giugno 2013. Una volta distribuito, questo sarà il loro primo album in studio dal Demonic Art del 2008 con il ritorno di Lawrence Mackrory alla voce.
Il titolo dell'album "The Sinister Supremacy" e la data di uscita del 28 giugno 2013 sono stati annunciati il 4 aprile 2013. Per quanto riguarda il titolo, la band ha dichiarato: "The Sinister Supremacy" è una metafora per il male che ci controlla. È la parte oscura della nostra mente ed è dentro tutti noi. Ci dice che è OK per fare cose cattive, ferire le altre persone, e ferire a noi stessi. Ci guida a fare scelte basate sul puro egoismo, e vive di completo caos.
La tracklist e la copertina del disco, sono stati rivelati il 9 maggio 2013. La copertina dell'album è stata fatta da Carlos Holmberg (ex componente dei Soilwork) e la copertina è un test di Rorschach, visto da un individuo che ha completamente ceduto alla Sinister Supremacy, secondo la band.

## Tracce
1. Sounds Of Pre-Existence – 1:45
2. The Sinister Supremacy – 4:22
3. Mechanically Divine – 4:25
4. Ostracized – 3:49
5. The Decline – 4:42
6. Insurrection Is Imminent – 5:28
7. In The Absence Of Pain – 4:20
8. Humanity Defiled – 4:05
9. Hate Repentance State – 2:32
10. Collapse Of Illusions – 4:38
11. By Darkness Designed – 3:56
12. Existence Is Just A State Of Mind – 4:54
13. I, Author Of Despair (Bonus track) – 4:25
14. Malicious Strain (Bonus track) – 4:06